# Stedelijk Museum Amsterdam
Het Stedelijk Museum Amsterdam (ook wel kortweg het Stedelijk genoemd) is een museum in Amsterdam voor moderne en hedendaagse kunst en vormgeving, opgericht in 1874. In 1895 opende het museum in een nieuw gebouw aan de Paulus Potterstraat, nabij het Rijksmuseum.

## Collectie
Vanaf 1909 betrof het verzamelgebied de moderne en hedendaagse kunst en later ook fotografie en design. Het museum beheert per 31 december 2020 bijna 103.000 objecten die vanaf 1874 zijn verzameld. In de collectie zijn vrijwel alle belangrijke stromingen van de 20ste eeuw en 21ste eeuw vertegenwoordigd. Dit geldt zowel voor kunst als vormgeving. Zwaartepunten vormen De Stijl, het Bauhaus, CoBrA, popart, maar ook het oudere neo-impressionisme.

### Schilderijen
Het museum heeft een grote collectie tekeningen en schilderijen van Kazimir Malevitsj. Het einde van de 19de eeuw kan worden geïllustreerd aan de hand van werken van George Breitner, Édouard Manet, Cézanne en Vincent van Gogh. Voorts verkreeg het dankzij een legaat de omvangrijkste collectie werken van de Amsterdamse fijnschilder Melle Oldeboerrigter, waaronder 34 olieverfschilderijen, aquarellen en talloze tekeningen.
De 20e eeuw is voorts vertegenwoordigd met schilderijen van bijvoorbeeld Karel Appel, Francis Bacon, Georg Baselitz, Max Beckmann, Georges Braque, Daniel Buren, Constant, Lovis Corinth, Enzo Cucchi, Jan Dibbets, Jean Dubuffet, Jean Fautrier, Alberto Giacometti, Philip Guston, Hans van Hoek, Jasper Johns, Asger Jorn, Ellsworth Kelly, Anselm Kiefer, Yves Klein, Willem de Kooning, Sol Lewitt, Robert Mangold, Brice Marden, Henri Matisse, Piet Mondriaan, Barnett Newman, Pablo Picasso, Sigmar Polke, Jackson Pollock, Robert Ryman, Julian Schnabel en Frank Stella.

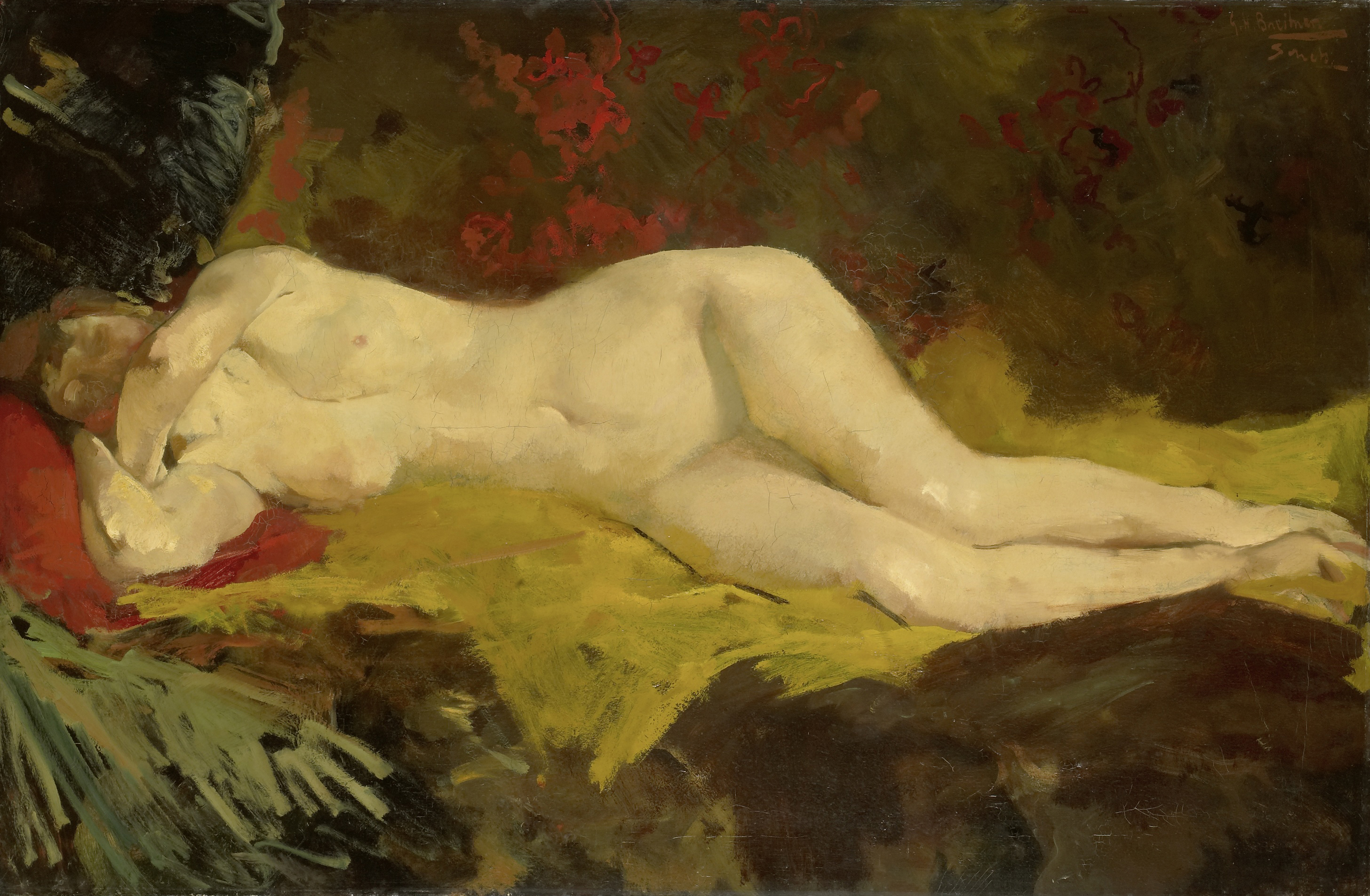
George Breitner: Liggend naakt, ca. 1888
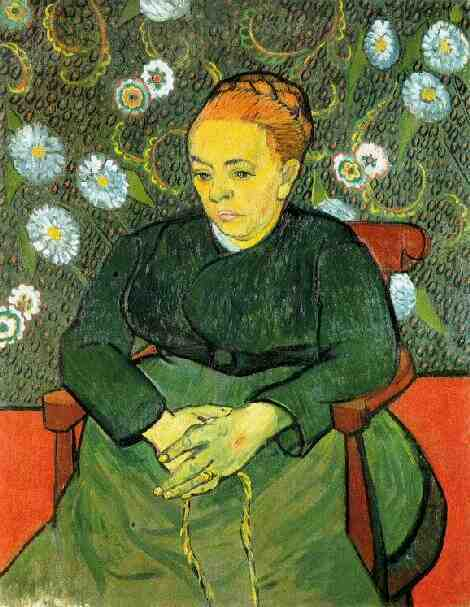
Vincent van Gogh: La Berceuse 1889
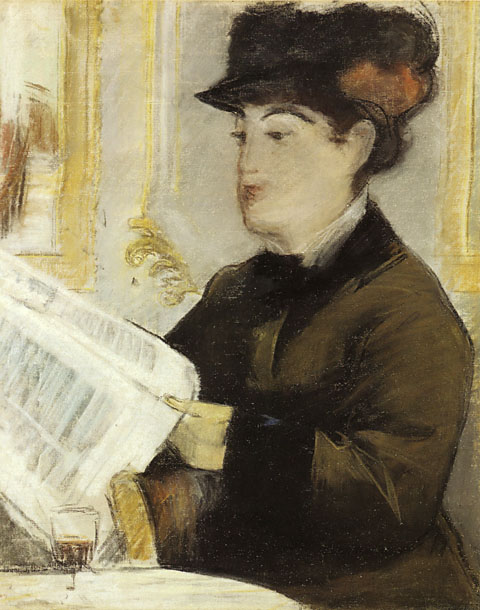
Édouard Manet: Femme lisant, ca. 1880
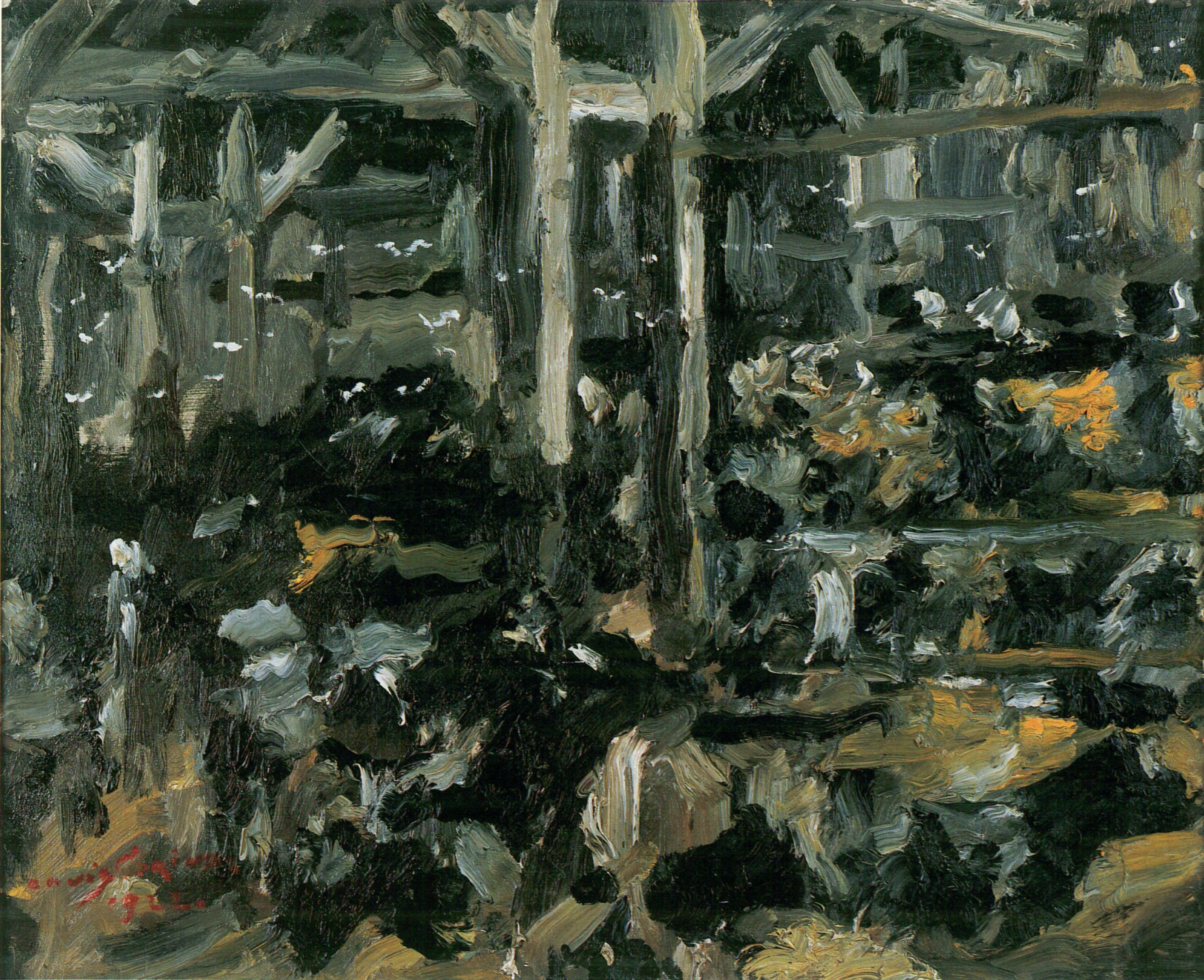
Lovis Corinth: Kuhstall, 1922

### Beelden
In de collectie beeldhouwkunst zijn sculpturen opgenomen van onder meer Carl Andre, Hans Arp, Ernst Barlach, Marinus Boezem, Mark Brusse, Alexander Calder, Christo, John Chamberlain, Tony Cragg, Richard Deacon, Edgar Degas, Wim Delvoye, Pieter Engels, Henri Étienne Martin, Raymond Duchamp-Villon, Jan Fabre, Luciano Fabro, Dan Flavin, Lotti van der Gaag, Naum Gabo, Sigurdur Gudmundsson, Henry Heerup, Georg Herold, Damien Hirst, Donald Judd, Ilya Kabakov, Anish Kapoor, Anselm Kiefer, Käthe Kollwitz, Willem de Kooning, Jeff Koons, Jannis Kounellis, Henri Laurens, Wilhelm Lehmbruck, Richard Long, Mark Manders, Marino Marini, Mario Merz, Henry Moore, Bruce Nauman, Claes Oldenburg, Julian Opie, Giuseppe Penone, Thom Puckey, Martial Raysse, Cornelius Rogge, Ulrich Rückriem, Niki de Saint Phalle, Wim T. Schippers, Richard Serra, Daniel Spoerri, Peter Struycken, Shinkichi Tajiri, Jean Tinguely, Carel Visser, Henk Visch, Leo Vroegindeweij, Lawrence Weiner en Ossip Zadkine.

### Sieraden
Het Stedelijk Museum is een van de belangrijkste instellingen in Nederland die zich bezighoudt met het verzamelen en tentoonstellen van werk van internationale sieraadontwerpers. De collectie is van de hand van onder meer Gijs Bakker, Nicolaas van Beek, Onno Boekhoudt, Pierre Degen, Paul Derrez, Iris Eichenberg, Warwick Freeman, Marion Herbst, Herman Hermsen, Beppe Kessler, Esther Knobel, Manon van Kouswijk, Otto Künzli, Emmy van Leersum, Lous Martin, Evert Nijland, Ted Noten, Ruudt Peters, Wendy Ramshaw, Philip Sajet, Lucy Sarneel, Robert Smit, Richard Walraven en Lam de Wolf.
De artistieke nalatenschap van Françoise van den Bosch, eigendom van de Stichting Françoise van den Bosch, wordt er beheerd.

### Archief
Het archief van het museum is officieel overgedragen aan het Stadsarchief Amsterdam. In 2009 is het historisch archief (1895-1980) gedigitaliseerd. Hierin bevinden zich onder meer de correspondentie van de directeuren en tentoonstellings- en aankoopgegevens. Het gaat om 1.500.000 documenten, verdeeld over 7000 mappen.

### Meesterwerken (selectie)
| Kunstenaar               | Titel                                         | Jaartal               | Techniek                         | Afbeelding |
| ------------------------ | --------------------------------------------- | --------------------- | -------------------------------- | ---------- |
| Marina Abramovic - Ulay  | Breathing out - Breathing in (performance 10) | 1977]                 | Video                            |            |
| Vito Acconci             | Three Frame Studies. Circle, Jumps, Push      | 1969                  | Video                            |            |
| Karel Appel              | Appelbar                                      | 1951                  | Muurschildering                  |            |
| Ron Arad                 | Oh void 2                                     | 2004                  |                                  |            |
| A.M. Cassandre           | Droste Cacao                                  | ca.1929               | Geëmailleerd metaal              |            |
| Paul Cézanne             | La Montagne Sainte-Victoire                   | ca. 1888              | Olieverf op doek                 |            |
| Rineke Dijkstra          | Kolobrzeg, Polen, 26 juli 1992                | 1992                  | C-print op papier op aluminium   |            |
| Gerrit Willem Dijsselhof | De Parelhoenders                              | 1894 / ca. 1900-1902  | Gesneden hout en gebatikt katoen |            |
| Marcel Duchamp           | La boîte-en-valise.                           | 1936-1941 / 1941-1949 | Gemengde techniek                |            |
| Marlene Dumas            | Martha,Sigmund's Wife                         | 1984                  | Olieverf op doek                 |            |
| Edward Kienholz          | The Beanery                                   | 1965                  | Assemblage                       |            |
| Kazimir Malevitsj        | Hiëratisch suprematistisch kruis.             | 1920-1927             | Olieverf op doek                 |            |
| Henri Matisse            | La perruche et la sirène.                     | 1952 / 1953           | Collage op papier op linnen      |            |
| Piet Mondriaan           | Compositie no. IV , met rood, blauw en geel   | 1929                  | Olieverf op doek                 |            |
| Barnett Newman           | Who's Afraid of Red, Yellow and Blue III      | 1967-1968             | Olieverf op doek                 |            |
| Pablo Picasso            | Femme assise au chapeau en forme de poisson   | 1942                  | Olieverf op doek                 |            |
| Jackson Pollock          | Reflection of the Big Dipper                  | 1947                  | Olieverf op doek                 |            |
| Man Ray                  | Noire et blanche                              | 1926-1928             | Zilvergelatinedruk               |            |
| Gerrit Rietveld          | Rood-blauwe stoel                             | 1918-1923             | Geschilderd en gebeitst hout     |            |
| Auguste Rodin            | Jean d'Aire                                   | 1884-1886             | Brons, gegoten                   |            |
| Ettore Sottsass          | Mi Accordo                                    | 1992                  | Gegoten en geglazuurd aardewerk  |            |
| Marcel Wanders           | Knotted Chair                                 | 1995-1996             | Geknoopte en gefixeerde koorden  |            |
| Andy Warhol              | Bellevue II                                   | 1963                  | Zeefdruk op doek                 |            |

## Geschiedenis

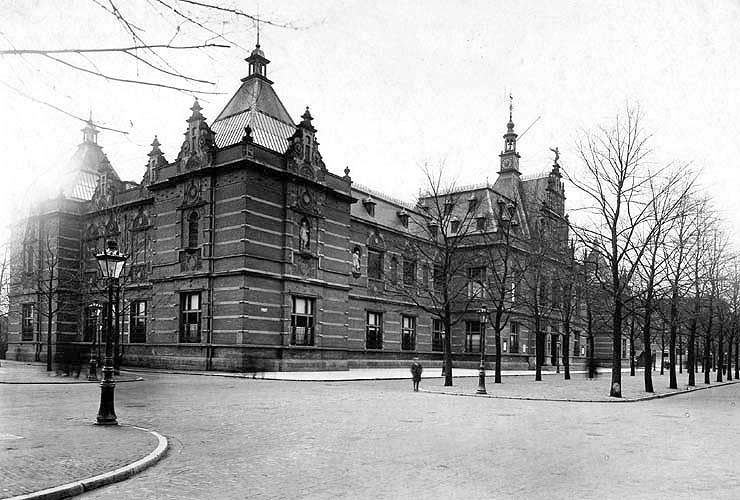
Het Stedelijk Museum aan de Paulus Potterstraat kort na de bouw.

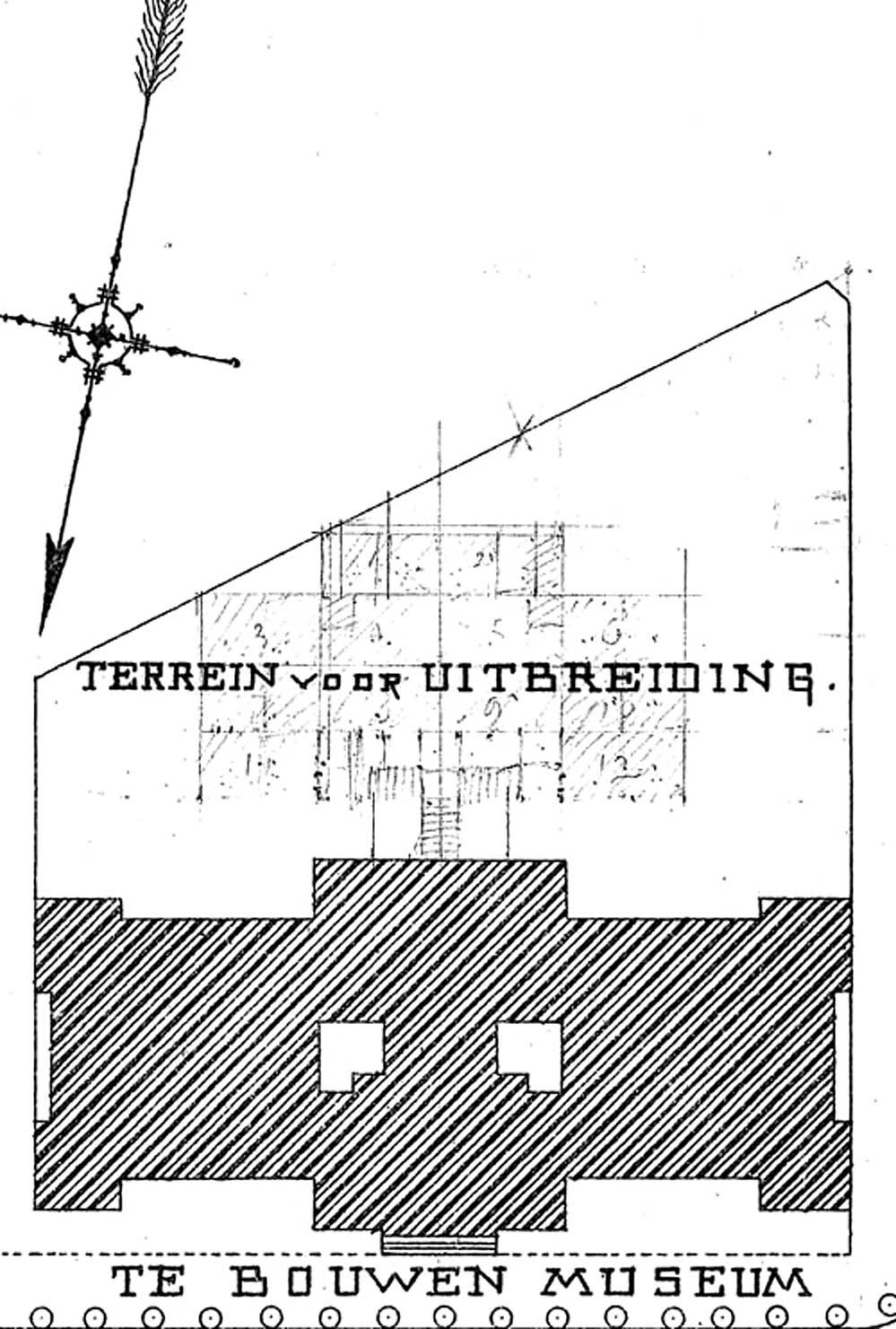
Plattegrond van het ontwerp van A.W. Weissman.

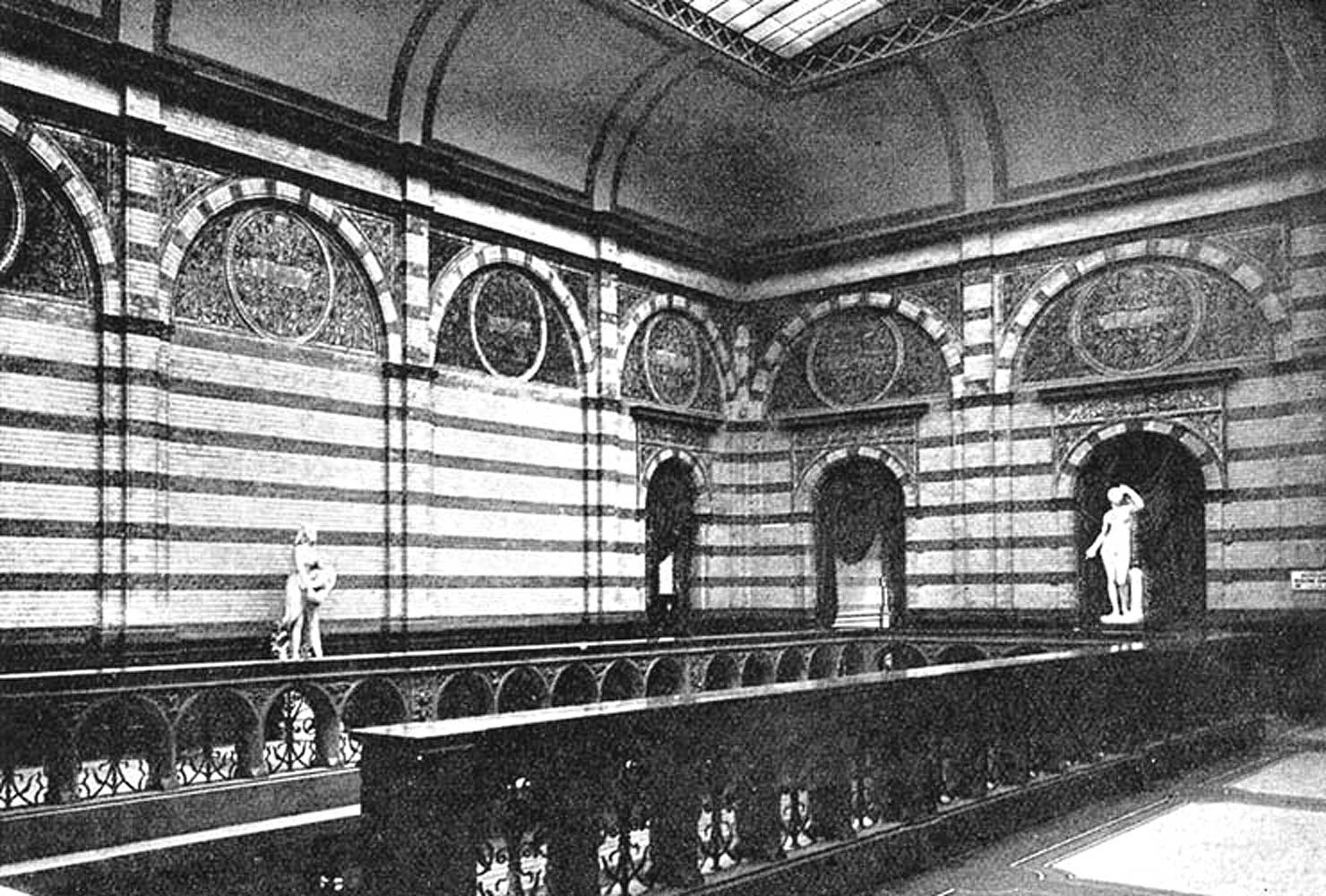
De trapzaal van het Stedelijk Museum.

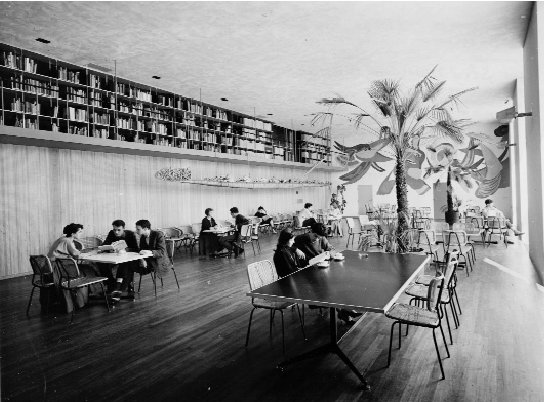
De tuinzaal van het Stedelijk Museum.

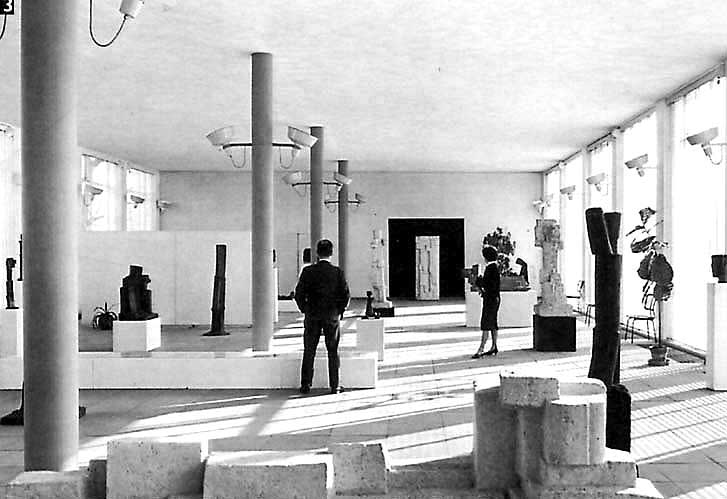
De in de jaren vijftig gebouwde en in 2006 gesloopte Nieuwe Vleugel van het Stedelijk Museum.

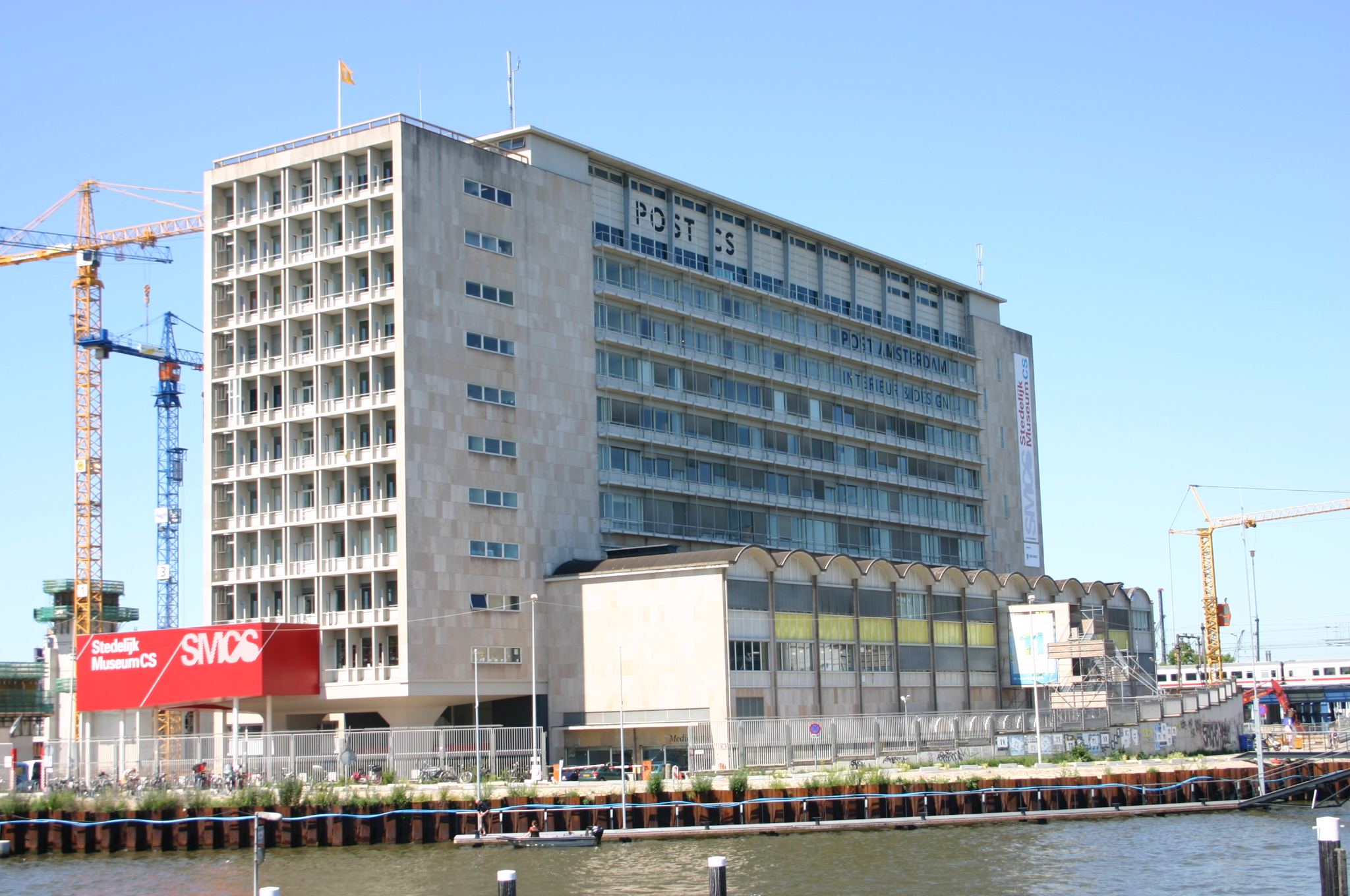
Het oude PTT-postgebouw, tijdelijke huisvesting van het Stedelijk Museum.

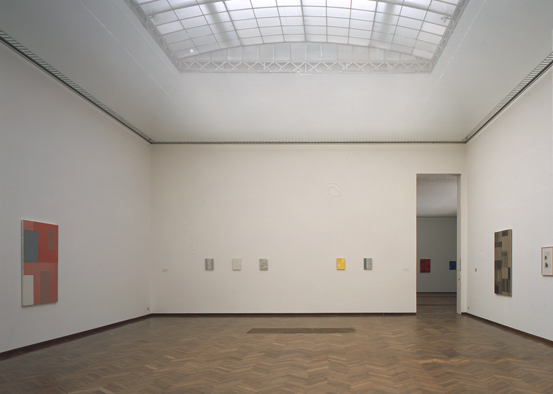
Jürgen Partenheimer, Stedelijk Museum Amsterdam, 1997.

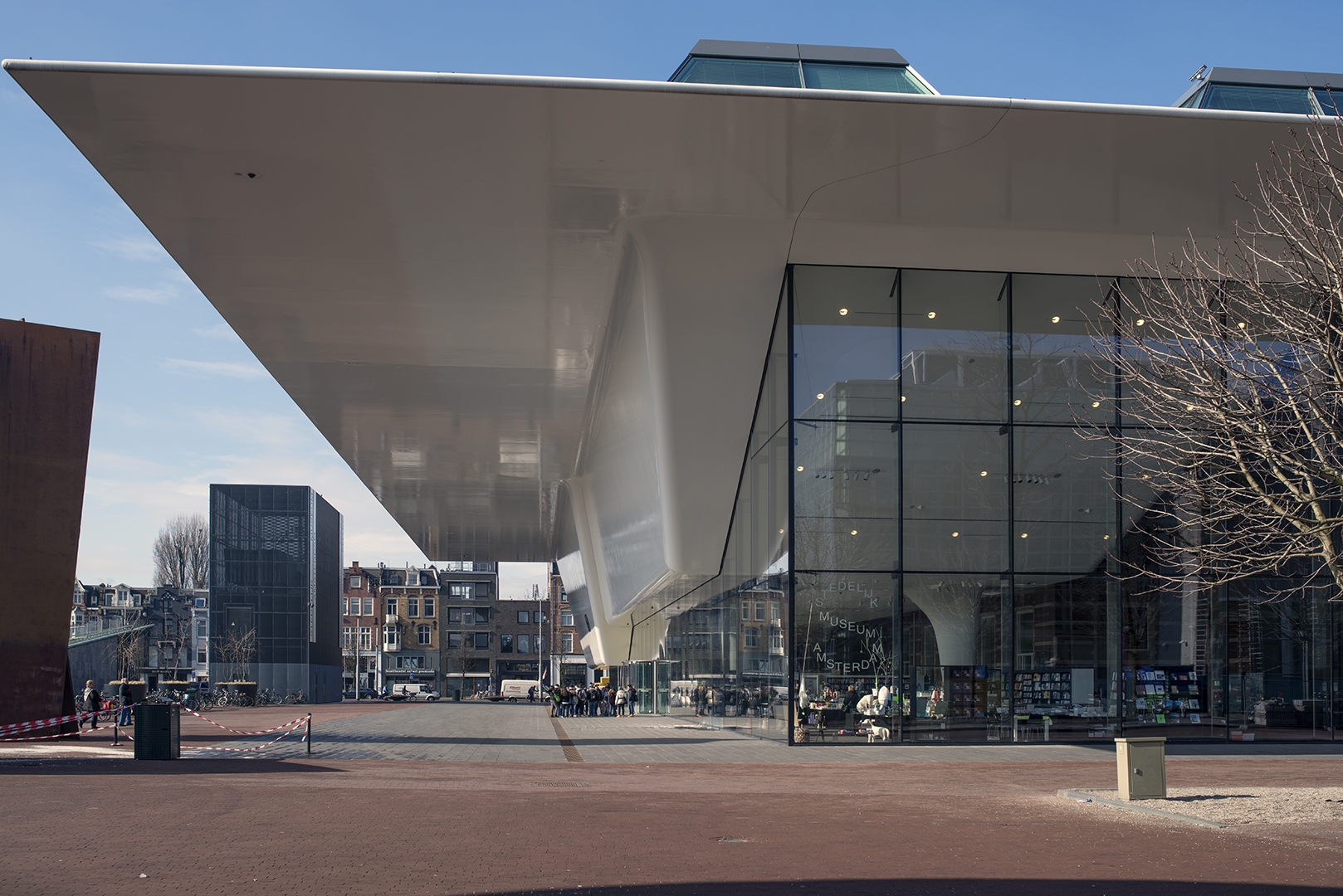
Nieuwe vleugel van het Stedelijk Museum aan het Museumplein.

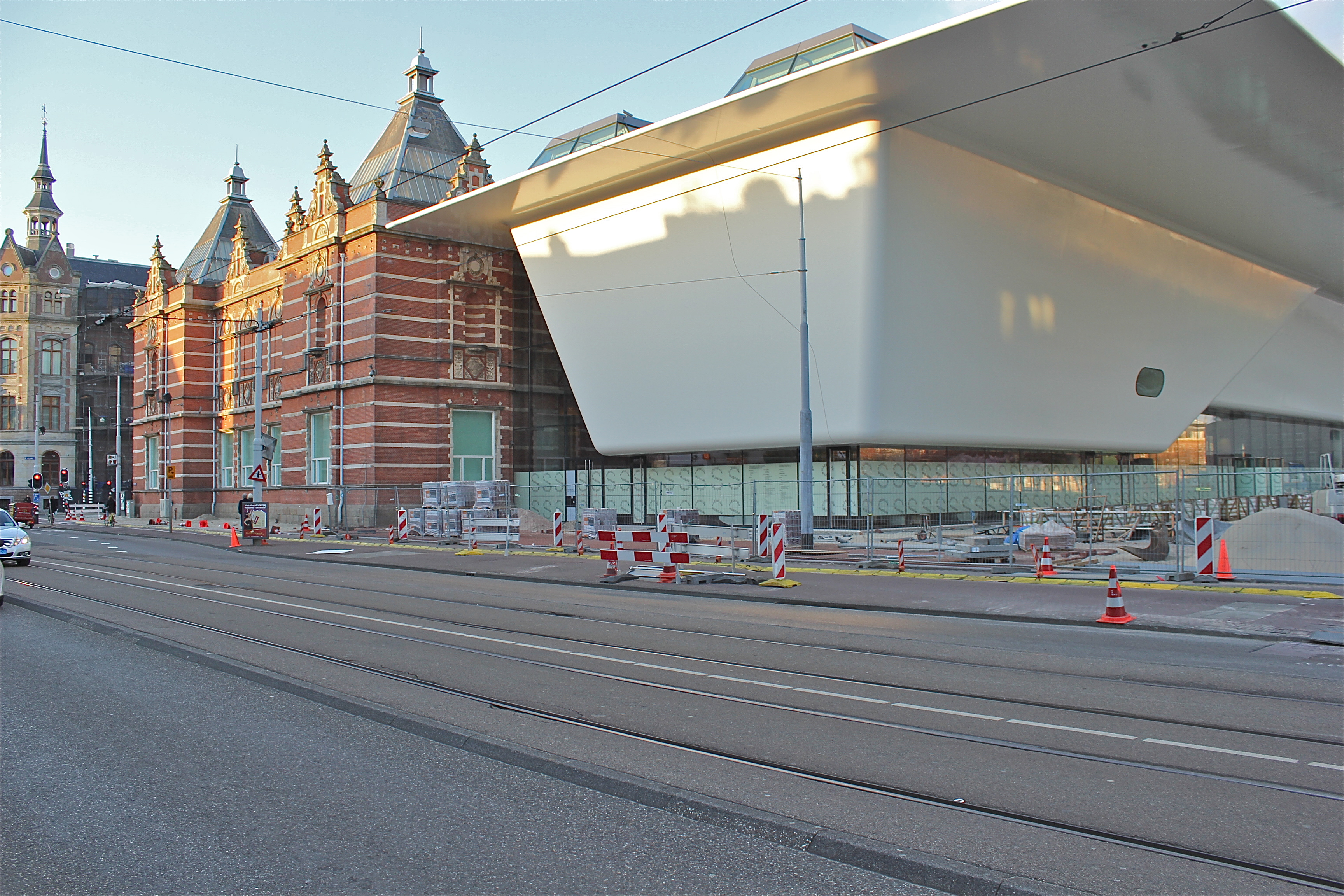
De nieuwe witte uitbreiding van het Stedelijk Museum uit 2012, 'De Badkuip', gezien vanaf de Van Baerlestraat.

### 1895-1908
Het museumgebouw opende zijn deuren in 1895, in een bakstenen neorenaissancegebouw van architect Adriaan Willem Weissman. De bouw werd gefinancierd door onder meer de nalatenschap van douairière S.A. Lopez Suasso-de Bruyn (1816-1890) en de erven van de koopman-bankier Piet van Eeghen. Omdat het museum onderdak gaf aan de Suasso-verzameling werd het in de volksmond het Suasso-museum genoemd.
In het gebouw waren uiteenlopende collecties gehuisvest, zoals de collectie-Lopes Suasso, militaire voorwerpen van de Amsterdamse schutterij, Aziatische kunst en het Geschiedkundig Medisch-Pharmaceutisch Museum. Daarnaast hield 'De Vereeniging tot het Vormen van eene openbare Verzameling van Hedendaagsche Kunst te Amsterdam' (VVHK) hier regelmatig tentoonstellingen.
In 1900 kwam de Suasso-vleugel gereed met de verzameling van Suasso. De gemeente kreeg toen de beschikking over waardevolle interieurs, namelijk stijlkamers uit herenhuizen aan de Heren- en Keizersgracht, die afgebroken waren voor de aanleg van de Raadhuisstraat. De heer Van Eeghen wist interieurdelen uit deze huizen te redden.
Na de dood van de eerste conservator Jan Eduard van Someren Brand in 1904, volgde Cornelis Baard hem in deze functie op. Aangevuld met objecten uit het Rijksmuseum en talrijke bruiklenen van het Koninklijk Oudheidkundig Genootschap richtte hij in 1906 een permanente presentatie in met objecten over de geschiedenis van Amsterdam.

### 1909-1945
Op 19 mei 1909 opende het Museum en Archief van Tijdmeetkunde in een zaal en later twee zalen. Vanaf 1909 ging het museum zelf kunst verzamelen. Door de schenking van P.A. Regnault werd de collectie verrijkt met werken van belangrijke kunstenaars als Georges Braque, Marc Chagall, Wassily Kandinsky en Pablo Picasso.
Baard wilde graag een einde maken aan de onoverzichtelijkheid van de collecties in het museum. Met het plan om de historische collectie elders onder te brengen hoopte hij zich met het museum meer te kunnen richten op de moderne kunstcollectie. Door de Eerste Wereldoorlog duurde het tot 1925 voordat dit idee weer voldoende aandacht kreeg. Aanleiding was de grote herdenkingstentoonstelling bij het 650-jarig bestaan van Amsterdam. Op 2 november 1926 werd in de Waag het Amsterdams Historisch Museum geopend, mede dankzij een financiële donatie van de dames M.C. en C. van Eeghen. Het museum viel toen nog onder het beheer van de Gemeente Musea, maar had wel een eigen Commissie van Advies.
Vanaf 1932 wordt de collectie van de Vereniging van Vrienden der Aziatische Kunst opgesteld als Museum van Aziatische Kunst in enkele zalen van het Stedelijk Museum. In 1934 werd het 'Museum voor Moderne Toegepaste Kunst' opgericht en vond onderdak in het gebouw.
Tijdens de Tweede Wereldoorlog werd de collectie van het museum, samen met die van het Amsterdams Historisch Museum, overgebracht naar een bunker in de duinen bij Santpoort. Medewerkers van het museum hielden om beurten de wacht. Conservator Willem Sandberg ontsnapte ternauwernood aan een arrestatie. In 1943 vluchtte hij per fiets de duinen in toen de Duitsers hem daar kwamen opzoeken. Directeur David Röell zat een paar dagen vast. Gedurende de hele oorlog bleven er tentoonstellingen gehouden worden. Dit waren niet alleen tentoonstellingen van levende kunstenaars, maar ook nationaalsocialistische propaganda-tentoonstellingen georganiseerd door diverse nationaalsocialistische organisaties.

### 1945-1960
Na de bezetting werd Sandberg directeur. Topstukken van Ernst Ludwig Kirchner en Henri Matisse kwamen vanaf eind jaren veertig en jaren vijftig van de twintigste eeuw binnen. In dezelfde periode werden kunstwerken van De Stijl en verwante internationale stromingen, zoals het Russisch constructivisme, en het Bauhaus verzameld. In 1952 verhuisde het Museum voor Aziatische Kunst naar het Rijksmuseum. In 1954 werd de 'Sandbergvleugel' gebouwd om ruimte te bieden aan experimentele kunst. De beroemde CoBrA-verzameling werd in de jaren vijftig opgebouwd en is nu een kerncollectie. In 1947 waren Agus en Otto Djaya de eerste niet-westerse hedendaagse kunstenaars die een solotentoonstelling kregen in het Stedelijk museum.
In 1958 kocht Sandberg een unieke groep werken van de Russische kunstenaar Kazimir Malevitsj. Dit was ook het jaar waarin door Sandberg een begin werd gemaakt met de aanleg van een fotografiecollectie. Het Stedelijk was het eerste West-Europese museum om dit verzamelgebied op te pakken. Tot de belangrijke foto's behoren de Nederlandse en internationale avant-garde tijdens het interbellum (onder anderen Erwin Blumenfeld, László Moholy-Nagy en Man Ray), een ruime selectie naoorlogse Nederlandse fotografie (onder anderen Eva Besnyö, Ed van der Elsken en Cas Oorthuys), kunstenaarsportretten, fotojournalistiek en autonome kunstfotografie vanaf de jaren zeventig.

### 1960-2004
Rond het midden van de jaren zestig was New York het centrum voor hedendaagse kunst en wendde het museum de blik naar Amerika. Onder directeur Edy de Wilde deden het abstract expressionisme (onder anderen Willem de Kooning), het colourfield painting (o.a. Barnett Newman) en de minimalistische sculptuur (o.a. Carl Andre en Sol LeWitt) hun intree in het museum. De popart kreeg een gezicht door aankopen van werk van onder anderen Robert Rauschenberg, Jasper Johns, Keith Haring, Roy Lichtenstein en Andy Warhol. Ook niet-Amerikanen kregen aandacht, zoals Gilbert & George, Georg Baselitz, Jean Fautrier, Sandro Chia en Enzo Cucchi.
In 1972 verhuisde de collectie schilderijen van Vincent Van Gogh naar de ernaast gelegen nieuwbouw van het Van Gogh Museum, waardoor er meer ruimte kwam voor nieuwe ontwikkelingen in de kunst. Het Stedelijk Museum werd in deze jaren beschouwd als een van de meest vooruitstrevende in Europa en De Wilde met zijn vele kunstenaarscontacten was het boegbeeld. De afscheidstentoonstelling La Grande Parade (1984-85) wordt gezien als een hoogtepunt in de geschiedenis van het museum. Na het vertrek van De Wilde en de aanstelling van Wim Beeren als directeur, volgde wat in de pers genoemd werd "een uittocht van curatoren". De curatoren die met De Wilde La Grande Parade hadden samengesteld, vertrokken alle drie binnen een jaar: Karel Schampers naar het Museum Boijmans Van Beuningen in Rotterdam, Hendrik Driessen naar het Van Abbemuseum in Eindhoven, en Alexander van Grevenstein naar het Bonnefantenmuseum in Maastricht.
In de jaren tachtig en negentig werd de blik verruimd: Zuid-Amerika en - door de val van de Berlijnse Muur - Oost-Europa en de Sovjet-Unie werden aandachtsgebieden. Ilya Kabakovs impressie van een Russische schoolbibliotheek, Skolnaje Biblijoteka (1995), is hier een voorbeeld van. Sinds 2001 is de verzameling vroegmoderne Russische kunst uitgebreid met een prominente groep tekenkunst van Kazimir Malevitsj en andere Russische avant-gardisten, als langdurig bruikleen van de stichting Khardzhiev-Chaga. Nadat begin jaren zeventig de eerste aankopen van videokunst waren gedaan, werd dit geleidelijk een steeds belangrijker onderdeel van de collectie. De huidige videocollectie bevat zo'n 900 werken en installaties van onder anderen Nam June Paik, Bill Viola en Bruce Nauman.

### 2004-2010
Door gebrekkig onderhoud en het ontbreken van onder andere airconditioning, voldeed het oude gebouw niet meer aan de standaard van deze tijd. Er was onvoldoende ruimte om de belangrijkste werken uit de collectie, die in meer dan honderd jaar enorm was gegroeid, permanent te laten zien. Ook de depots en werkruimtes waren veel te krap geworden. Eind 2003 moest het gebouw op last van de brandweer worden gesloten. Ten tijde van de vernieuwbouwplannen van architect Alvaro Siza werd gedacht aan een heropening van het museum in 2007. In 2004 moest een nieuwe prijsvraag worden uitgeschreven, waardoor dit tijdstip niet meer haalbaar was. In 2004 koos een jury voor het ontwerp van architectenbureau Benthem Crouwel voor de renovatie en nieuwbouw.
In 2006 werd de Sandbergvleugel gesloopt om ruimte te maken voor de nieuwe uitbreiding van het museum. Op symbolische wijze gooide wethouder Carolien Gehrels een steen door de ruit, wat veel kritiek opleverde in de pers.
Tijdens de bouwactiviteiten verhuisde het museum tijdelijk naar het Post CS-gebouw, waar het 4,5 jaar zou blijven, totdat dit gebouw in oktober 2008 leeg moest worden opgeleverd om gestript te worden (en uiteindelijk gesloopt). De SMCS periode had een hoge dichtheid aan tentoonstellingen. In 2006 gingen debatten en lezingen gepaard met de tentoonstelling 'Mapping the City'. Hierin werd de relatie van kunstenaars tot de stad onderzocht. In de speciaal daarvoor vrijgemaakte ruimte, waren onder de noemer 'Docking Station' maandelijks presentaties te zien van onbekend talent. 'Other voices, other rooms' in 2008 over het videowerk van Andy Warhol ontving 600.000 bezoekers. Een ander belangrijk moment in deze periode was toen het museum in 2005 een samenwerking aan ging met The Broere Charitable Foundation. Onder de naam van de Monique Zajfen Collection, wordt hedendaagse Europese kunst aangekocht en in langdurige bruikleen genomen.
Vanaf eind 2008, tot de heropening, was het Stedelijk een 'museum zonder muren'. Onder de noemer 'Stedelijk in de Stad' is het met workshops, lezingen en presentaties zichtbaar geweest op andere plekken in Amsterdam. Tijdens zijn periode in het Post CS gebouw, begon het museum zijn relatie met de omgeving te onderzoeken en opnieuw te definiëren. Dit uitte zich in verschillende (onderzoeks-) tentoonstellingen, zoals 'Mapping the Studio'. 'Stedelijk in de Stad' is een voortzetting van deze tendens. Ook bleef het museum tentoonstellingen met topstukken uit de collectie organiseren om zo toch zichtbaar te blijven. Collega-instellingen in Amsterdam stelden ruimte beschikbaar.

### 2010-2012
Hoewel de gerenoveerde oudbouw begin 2010 werd opgeleverd, konden er nog geen kunstwerken in worden tentoongesteld door het ontbreken van een klimaatsysteem, dat in de nieuwbouw zou worden aangelegd. In de pers leverde deze vertraging kritiek op. De actie 'Stedelijk Doe Iets' oogstte aandacht in de media, maar ook op Twitter en Facebook. Cultureel ondernemer Otto Nan wilde met een 'vriendelijke machtsgreep' de aandacht van de politiek trekken door het Museumplein te bezetten. Door het sturen van een sms'je kon men een financiële bijdrage leveren om het museum te stimuleren eerder open te gaan.
Vanaf augustus 2010 werden in het inmiddels gerenoveerde oude gebouw aan de Paulus Potterstraat twee achtereenvolgende tijdelijke tentoonstellingen geopend in afwachting op de (uitgestelde) opening van het vernieuwde museum, inclusief de nieuwbouw. Deze tijdelijke tentoonstellingen, The Temporary Stedelijk en Temporary Stedelijk 2, eindigden op 9 oktober 2011 en trokken samen 223.000 bezoekers. Het oude gerestaureerde gedeelte ging eind augustus 2010 tijdelijk vier en een halve maand open.

### 2012-2017
De heropening, die eerder voor najaar 2010 was aangekondigd, werd een jaar uitgesteld. Op 28 januari 2011 werd de bouw stilgelegd wegens het faillissement van aannemer Midreth. Het project werd overgenomen door aannemer VolkerWessels, waarbij een oplevering eind januari 2012 werd afgesproken, waarna de inrichting nog moest plaatsvinden. De bouwwerkzaamheden door VolkerWessels waren in februari 2012 afgerond, hierna werd begonnen met het afstellen van de klimaatinstallaties. Het museum werd op 23 september 2012 heropend.
De verbouwing en uitbreiding van het museum kostte uiteindelijk 127 miljoen euro, 20 miljoen meer dan de raming in 2007. Het nieuwe Stedelijk heeft een expositieoppervlak van 8000 m²; een verdubbeling in vergelijking met de vroegere situatie. Sindsdien bevindt de ingang van het museum zich aan het Museumplein. Het museum werd op 23 september 2012 heropend door koningin Beatrix met een nieuwe vleugel, bijgenaamd "de badkuip", van Benthem Crouwel Architekten.

## Tentoonstellingen (selectie)
- Kunst in het harnas (1945), herdenkingstentoonstelling ter ere van tijdens de Tweede Wereldoorlog gevallen en vervolgde kunstenaars.
- La Grande Parade (1984-85). Afscheidstentoonstelling Edy de Wilde; grote internationale overzichtstentoonstelling van naoorlogse schilderkunst
- Druksels van Werkman (2008). Met werk van de drukker H.N. Werkman. Gastlocatie: Van Gogh Museum, Amsterdam.[14]
- Heilig Vuur: Religie en spiritualiteit in de moderne kunst (2008-09). Met werk van o.a. Mondriaan, Malevitsj, Chagall, Schnabel, Rothko, Bacon, Gilbert & George, Mike Kelley en Marlene Dumas. Gastlocatie: Nieuwe Kerk, Amsterdam.
- Avantgardes '20/'60 (2009). Met werk van o.a. Pablo Picasso, Mondriaan, Luciano Fontana, Yves Klein, Roy Lichtenstein en Andy Warhol. Gastlocatie: Van Gogh Museum, Amsterdam.
- The Living, 10 days of video art (2009). Met werk van Peter Bogers, Sam Taylor Wood, Marijke van Warmerdam, Douglas Gordon, Ulay en Marina Abramovic en Job Koelewijn. Gastlocatie: Huize Frankendael, Amsterdam.

Enkele tentoonstellingen sinds de renovatie en opening in 2012 waren onder meer:
- Mike Kelley van 15 december 2012 tot 1 april 2013
- Aernout Mik: Communitas van 4 mei tot 25 augustus 2013
- Kazimir Malevich en de Russische avant-garde van 19 oktober 2013 tot 2 februari 2014[15]
- Marcel Wanders: Pinned Up van 1 februari tot 1 juni 2014
- Gijs Bakker en Emmy van Leersum: De show van Gijs + Emmy vanaf 21 februari 2014
- De oase van Matisse: 27 maart tot 16 augustus 2015
- Het Stedelijk in de oorlog: 27 februari tot 31 mei 2015
- Wonen in de Amsterdamse School: Ontwerpen voor het interieur 1910-1930 van 9 april tot 28 augustus 2016
- Ed van der Elsken: De Verliefde Camera van 4 februari tot 21 mei 2017
- Melanie Bonajo - Videoinstallaties: Ministories in november 2018[16] en TouchMETell in oktober 2019[17]
- Sedje Hémon - compositie Hidden agreements op 24 mei 2019 uitgevoerd door ensemble Modelo62
- Anselm Kiefer:  SAG MIR WO DIE BLUMEN SIND - Tentoonstelling — 7 mrt t/m 9 jun 2025

## Projecten
Bouwkeet on tour
De Bouwkeet - ontworpen door Niels van Eijk en Miriam van der Lubbe - was een mobiel paviljoen voor workshops, performances, lezingen, wandelingen, discussies en spreekuren. Maar ook om vragen aan het publiek te stellen, zoals 'wat verwacht men van een museum zonder muren?'.
In het najaar van 2009 heeft de Bouwkeet vele stadsdelen van Amsterdam aangedaan. De Bouwkeet is nu opgenomen in de collectie.
Stedelijk in West
De kok, de kweker, zijn vrouw en hun buurman. 2009. Een project door de Sloveense kunstenares Marjetica Potrč (1953) en Wilde Westen, een groep jonge ontwerpers, architecten en cultural producers. Zij richtten zich op de geschiedenis van Nieuw-West als tuinstad, en op het hergebruik van het stedelijk groen door de actieve participatie van de bewoners.
Zichtbaar afwezig
Dit was een samenwerking tussen het Stedelijk Museum, de Rietveld Academie en het Sandberg Instituut. Studenten reageren op iconen uit de collectie. De resultaten waren zichtbaar op verrassende plekken in de stad.
Blikopeners
Vanaf september 2008 adviseerden vijftien jongeren het museum en organiseerden activiteiten voor leeftijdgenoten. Internationaal werd het initiatief positief ontvangen. Er was aandacht van andere musea die een soortgelijk project wilden opstarten.
Fencing the museum
Zeven jonge kunstenaars gaven de bouwschutting om het Stedelijk Museum een nieuw uiterlijk, geïnspireerd door topwerken uit de collectie, juni 2008-september 2009.
Augmented reality tours
Begin 2010 startte het Stedelijk een samenwerking met ontwerp-bureau Fabrique en AR bedrijf Layar om augmented reality kunsttours te ontwikkelen (de zogenaamde ARtours). Via smartphones wordt het publiek zowel binnen in het museum als buiten in de stad getrakteerd op allerlei extra verhalen en beelden rondom de collectie van het museum. Tevens werd in de laatste fase van het project (eind 2011) het publiek uitgenodigd om zelf verhalen, foto's en andere informatie toe te voegen over de collectie op het open sourceplatform.

## Organisatie
Het Stedelijk Museum Amsterdam is sinds 1 januari 2006 een zelfstandige stichting met een uit twee personen bestaand bestuur en aan het hoofd een raad van toezicht. Voorheen was het een gemeentelijke instelling.

### Directeuren
- Jan Eduard van Someren Brand 1895-1904: conservator en eerste hoofd van het Stedelijk Museum. Richtte de stijlkamers in en stelde de collectie militaire voorwerpen van de Amsterdamse schutterij in het museum op.
- Cornelis Baard 1905-1936: conservator en hoofd vanaf 1905; vanaf 1920 officieel directeur. Grondlegger van de stedelijke collectie moderne beeldende kunst en vormgeving. Zette een dynamisch expositiebeleid op en legde contacten met belangrijke bruikleengevers.
- David Röell 1936-1945: Moderniseerde het museum, zette grote, internationale exposities op, deed een aantal buitengewone aankopen van internationale moderne kunst en loodste het museum bekwaam door de bezettingstijd.

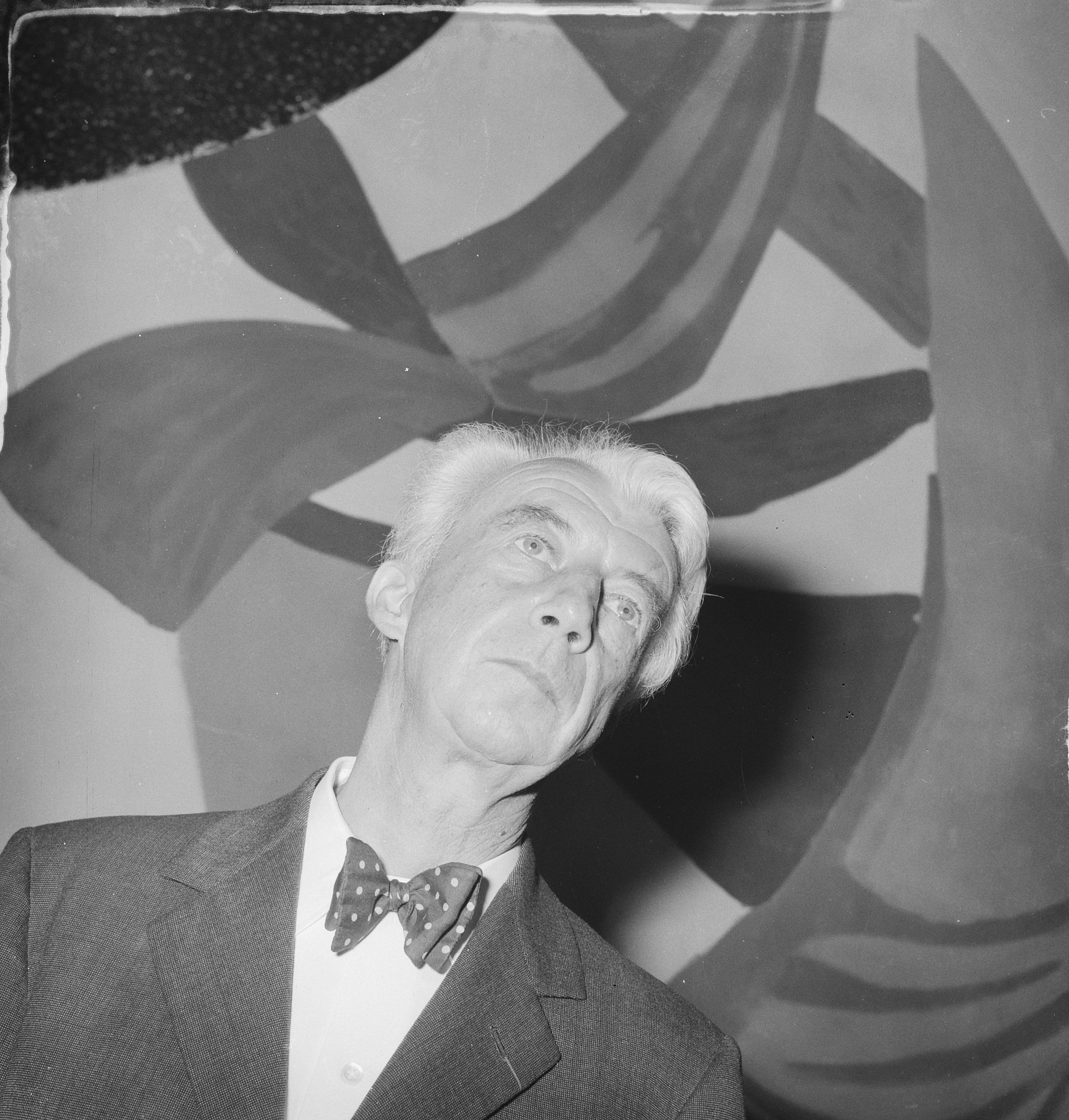
Willem Sandberg

- Willem Sandberg 1945-1963: Progressief tentoonstellingsmaker, grafisch vormgever, collectioneur van internationale (klassiek) moderne en eigentijdse kunst. Maakte al vroeg tentoonstellingen over vormgeving in samenwerking met onder anderen Mart Stam en Gerrit Rietveld en liet als conservator, nog voor hij directeur was, de muren van het museum wit schilderen. Door zijn vooruitstrevende beleid wordt hij internationaal gezien als de meest charismatische leidsman van het Stedelijk Museum.
- Edy de Wilde 1963-1985: Reorganiseerde en professionaliseerde het tot dan toe wat anarchistische museum, concentreerde zich op eigentijdse kunst niet ouder dan twintig jaar. Naast een intensief expositiebeleid van actuele kunst stelde hij belangrijke, gezichtsbepalende collecties samen van West-Europese en Amerikaanse kunst uit zijn tijd.
- Wim Beeren 1985-1993: Richtte zijn blik op kunst uit de USSR, Oost-Europa en Latijns-Amerika. Besteedde in zijn tentoonstellingsprogramma aandacht aan de jongste kunst uit de VS, kunsthistorische thema's en vooroorlogse avant-gardekunstenaars zoals Oskar Schlemmer en Malevitsj. Daarnaast ontwikkelde hij een veelzijdig aankoopbeleid. Met het Amerikaanse architectenbureau Venturi, Scott Brown and Assiociates maakte hij de eerste plannen voor uitbreiding van het museum.
- Rudi Fuchs 1993-2003: Toonde de collectie via de expositiereeks Coupletten op een a-historische en dichterlijk-associatieve manier en vond hiermee internationaal weerklank. Hij continueerde het aankoopbeleid van De Wilde en Beeren maar met andere accenten, zoals aandacht voor Midden-Europa. Ontwikkelde collectiepresentaties met gastconservatoren, onder wie Gerrit Komrij en koningin Beatrix. Hij maakte met Portugese architect Álvaro Siza voor het Stedelijk Museum nieuwe uitbreidingsplannen.
- Hans van Beers (a.i.) 2003-2005: Trof voorbereidingen voor de verzelfstandiging van het museum en zorgde na de tijdelijke sluiting van het gebouw aan de Paulus Potterstraat voor een alternatieve ruimte bij het Centraal Station: het SMCS. Onder zijn leiding kregen de uitbreidingsplannen en de keuze voor Benthem Crouwel Architekten definitief vorm.
- Gijs van Tuyl 2005-2009: Tijdens zijn directoraat werd de interne organisatie van het museum publieksgerichter en professioneler. Hij gaf het aankoop- en tentoonstellingsprogramma nieuwe impulsen en zorgde ervoor dat de programmering in het SMCS sterk op de actualiteit werd gericht. Tevens haalde hij in de periode vanaf de sluiting van het SMCS in 2008 tot de heropening van het museum, de banden met de stad aan, door middel van een actief programma op vervangende locaties en in de door Amsterdam reizende 'Bouwkeet' (onder de noemer 'Stedelijk in de Stad').
- Ann Goldstein 2010-2013: De eerste buitenlandse directeur van het Stedelijk en de eerste vrouw op deze positie.
- Karin van Gilst 2013-2017: Per 1 januari 2013 de zakelijk directeur. Ann Goldstein werd op dat moment artistiek directeur. Van Gilst vertrok bij het Stedelijk Museum per 1 oktober 2017.[19]
- Beatrix Ruf 2014-2017: Per 1 november 2014 de artistiek directeur.[20] Na ophef over mogelijke belangenverstrengeling met een nevenfunctie vertrok ze op 17 oktober 2017 per direct.[21] Na onderzoek werd haar vertrek als een "bedrijfsongeval" omschreven.[22]
- Jan Willem Sieburgh, interim-directeur per 1 november 2017
- Per 1 december 2019 werd de Nederlandse kunsthistoricus Rein Wolfs directeur. Hij was directeur van de Bundeskunsthalle in Bonn en eerder van het Migros Museum für Gegenwartskunst in Zürich en het Fridericianum in Kassel.[23]

### Subsidiegevers en sponsoren
Subsidiegevers
- BankGiro Loterij
- Gemeente Amsterdam
- Mondriaan Stichting
- Turing Foundation
- Vereniging Rembrandt
- VSBfonds

Sponsoren
- ABN-Amro
- Ahold
- Audi
- Schiphol Group
- SNS REAAL Fonds
- Teijin
- VandenEnde Foundation

## Prijzen
Het Stedelijk Museum was in 2008, 2009 en 2018 betrokken bij de volgende prijsuitreikingen:
Ontvangen
- Twee gouden European Design Awards voor de website en de digitale huisstijl gemaakt door Creatief Digitaal Bureau GRRR uit Amsterdam.
- Abraaj Capital Art Prize (2009): Toegekend aan Jelle Bouwhuis en Hala Elkoussy. Hun project was nadien in 2011 op Art Dubai te zien.
- Turing Toekenning (2009): Voor de tentoonstelling over Mike Kelley in het nieuwe pand.
- Ding! Prijs (2008): Voor de door het Stedelijk en SubmarineChannel ontwikkelde kunstzinnige game 'A Split Second'.

Uitgereikt
- The Vincent Award (2006): Gewonnen door Wilhelm Sasnal
- The Vincent Award (2008): Gewonnen door Deimantas Narkevičius, Francis Alÿs won publieksprijs. Vlak vóór de uitreiking zorgde genomineerde Peter Friedl voor veel opschudding door zich terug te trekken. Hij kon zich niet vinden in de samenstelling van de jury die hij als schijndemocratisch bestempelde.[24]